# Nemanja Jović
Nemanja Jović (in serbo Немања Јовић?; Zvornik, 8 agosto 2002) è un calciatore bosniaco naturalizzato serbo, attaccante dell'Ittihad Kalba.

## Caratteristiche tecniche
È un'ala sinistra.

## Carriera

### Club
Cresciuto nel settore giovanile del Partizan, debutta in prima squadra il 16 dicembre 2020 in occasione dell'incontro di Superliga vinto 4-0 contro il Mladost Lučani.
Il 23 gennaio 2024 viene ufficializzato il suo passaggio all'Estoril Praia.

### Nazionale
Ha giocato nella nazionale bosniaca Under-17 e nelle nazionali serbe Under-19 ed Under-21.
Il 7 giugno 2021 debutta con la nazionale serba giocando da titolare l'amichevole pareggiata 1-1 contro la Giamaica.

## Statistiche
Statistiche aggiornate al 12 giugno 2021.

### Presenze e reti nei club
| Stagione        | Squadra         | Campionato      | Campionato | Campionato | Coppe nazionali | Coppe nazionali | Coppe nazionali | Coppe continentali | Coppe continentali | Coppe continentali | Altre coppe | Altre coppe | Altre coppe | Totale | Totale | Totale |
| Stagione        | Squadra         | Comp            | Pres       | Reti       | Comp            | Pres            | Reti            | Comp               | Pres               | Reti               | Comp        | Pres        | Reti        | Pres   | Reti   |        |
| --------------- | --------------- | --------------- | ---------- | ---------- | --------------- | --------------- | --------------- | ------------------ | ------------------ | ------------------ | ----------- | ----------- | ----------- | ------ | ------ | ------ |
| 2020-2021       | Partizan        | SL              | 20         | 5          | CS              | 2               | 0               |                    | -                  | -                  |             | -           | -           | 22     | 5      |        |
| 2021-2022       | Partizan        | SL              | 25         | 2          | CS              | 1               | 0               | UECL               | 11                 | 1                  |             | -           | -           | 37     | 3      |        |
| Totale carriera | Totale carriera | Totale carriera | 45         | 7          |                 | 3               | 0               |                    | 11                 | 1                  |             | -           | -           | 59     | 8      |        |

### Cronologia presenze e reti in nazionale
| Cronologia completa delle presenze e delle reti in nazionale ― Serbia | Cronologia completa delle presenze e delle reti in nazionale ― Serbia | Cronologia completa delle presenze e delle reti in nazionale ― Serbia | Cronologia completa delle presenze e delle reti in nazionale ― Serbia | Cronologia completa delle presenze e delle reti in nazionale ― Serbia | Cronologia completa delle presenze e delle reti in nazionale ― Serbia | Cronologia completa delle presenze e delle reti in nazionale ― Serbia | Cronologia completa delle presenze e delle reti in nazionale ― Serbia |
| Data                                                                  | Città                                                                 | In casa                                                               | Risultato                                                             | Ospiti                                                                | Competizione                                                          | Reti                                                                  | Note                                                                  |
| --------------------------------------------------------------------- | --------------------------------------------------------------------- | --------------------------------------------------------------------- | --------------------------------------------------------------------- | --------------------------------------------------------------------- | --------------------------------------------------------------------- | --------------------------------------------------------------------- | --------------------------------------------------------------------- |
| 7-6-2021                                                              | Miki                                                                  | Serbia                                                                | 1 – 1                                                                 | Giamaica                                                              | Amichevole                                                            | -                                                                     |                                                                       |
| 11-6-2021                                                             | Kobe                                                                  | Giappone                                                              | 1 – 0                                                                 | Serbia                                                                | Amichevole                                                            | -                                                                     | 58’                                                                   |
| Totale                                                                |                                                                       | Presenze                                                              | 2                                                                     |                                                                       | Reti                                                                  | 0                                                                     |                                                                       |